# Arrows A6
L' Arrows A6 fu una vettura di Formula 1  che venne utilizzata dalla scuderia inglese nella stagione 1983 e all'inizio della stagione 1984. Progettata da Dave Wass veniva spinta dal motore Ford Cosworth DFV, montato su una monoscocca di alluminio ed era dotata di cambio Hewland FGA400 e pneumatici Goodyear. La vettura era sostanzialmente l'adattamento al nuovo regolamento tecnico della vettura del 1982. Erano infatti state vietate le minigonne e introdotto il fondo piatto tra asse anteriore e posteriore. La soluzione adottata da Dave Wass prevedeva le fiancate rastremate di fronte alle ruote, una soluzione a cui il piccolo team era arrivato contemporaneamente alla McLaren.

## Formula 1
Il suo miglior risultato fu il quinto posto ottenuto in due occasioni (con Marc Surer nel Gran Premio degli Stati Uniti-Ovest 1983 e con Thierry Boutsen nel Gran Premio di San Marino 1984); ottenne inoltre tre sesti posti (due con Surer nel 1983 e uno con Boutsen nel 1984). Partì dalla terza fila con Surer nel Gran Premio degli Stati Uniti-Est 1983.

## Formula 3000
Il telaio venne impiegato anche nella prima edizione del campionato europeo di F3000, nel 1985, in cui era ammesso l'uso di vetture di F1 degli anni precedenti, motorizzate con propulsori da 3000 cm³.
L'A6 venne utilizzata in quattro gare dal team Roger Cowman Racing, con alla guida Slim Borgudd. Il miglior risultato fu il quarto posto nel Gran Premio di Roma a Vallelunga.